# Quận Newton, Arkansas
Quận Newton là một quận thuộc tiểu bang Arkansas, Hoa Kỳ.
Quận này được đặt tên theo Thomas W. Newton, một nghị viên. Theo điều tra dân số của Cục điều tra dân số Hoa Kỳ năm 2000, quận có dân số 8608 người. Quận lỵ đóng ở Jasper.6 Đây là một quận cấm rượu hay quận khô. Quận được lập ngày 14/12/1842.

## Địa lý
Theo Cục điều tra dân số Hoa Kỳ, quận có diện tích km2, trong đó có km2 là diện tích mặt nước.